# Tornedalsloppet
Tornedalsloppet är ett 45 kilometer långt längdskidåkningslopp med start i Svanstein och målgång i Övertorneå centralort.
Tornedalsloppet anordnades första gången 1968 och genomförs årligen sista söndagen i mars, med undantag för de år då påsken infaller sista helgen i mars och loppet i stället körs en vecka tidigare. Loppet korsar norra polcirkeln.
Loppet är en av fyra deltävlingar i FIS Nordic Ski Marathon Cup. De övriga deltävlingarna är Holmenkollen skimaraton i Norge, Oulun Tervahiihto i Uleåborg och Fossavatn Ski Marathon i Ísafjörður på Island.
Kortare lopp anordnas samtidigt med start i Vanhaniemi (23 kilometer) och i Kuivakangas (11,5 kilometer).
Bland vinnarna av loppet på herrsidan finns Janne Stefansson, Assar Rönnlund, Lars-Arne Bölling och Sami Jauhojärvi. Damklassen har vunnits av bland andra Meeri Bodelid och Jennie Öberg, som vann 2015.

### Fotnoter
1. ↑  ”Nytt rekord i Tornedalsloppet/ Uusi rekorti Tornedalsloppetissa” (på svenska, meänkieli). Sveriges radio. 14 mars 2013. http://sverigesradio.se/sida/artikel.aspx?programid=1017&artikel=5824748. Läst 4 mars 2016.